# Co gdzie
Co gdzie (oryg. What Where, fr. Quoi ou) – sztuka teatralna autorstwa Samuela Becketta napisana w języku angielskim w 1982 roku. Po raz pierwszy dramat został opublikowany w 1984 w Wielkiej Brytanii. Premiera spektaklu miała miejsce 15 czerwca 1983 w Harold Clurman Theatre w Nowym Jorku. W czerwcu 1985 Samuel Beckett reżyserował Co gdzie w Niemczech Zachodnich dla studia Süddeutscher Rundfunk.

## Opis fabuły
Akcja dramatu rozgrywa się na prostokątnym polu gry o wymiarach 3 na 2 metry. Bohaterami są Bam, Bem, Bim i Bom, postacie podobne do siebie, o długich szarych włosach i ubrane w długie szare habity. Na proscenium po lewej stronie znajduje się miejsce, skąd z głośnika płynie głos Bama, który nie jest tożsamy z Bamem występującym na scenie i stanowi piątą postać dramatu. Głos Bama pełni funkcję narratora oraz reżysera kierującego poczynaniami pozostałych postaci. Akcja rozgrywa się w trakcie czterech pór roku. Przez ten czas Bam stara się wydobyć informacje od Bema, Bima i Boma, posługując się nimi nawzajem. Najpierw wysyła Boma, następnie Bima, aby wyciągnął informacje od Boma, a na końcu Bema w celu wydobycia tej wiadomości od Bima. Za każdym razem próba uzyskania potrzebnej Bamowi informacji kończy się niepowodzeniem. W momencie, gdy posłańcy wracają do Bama, mija jedna pora roku. Nie wiadomo dokładnie jaką treść zawiera ta informacja. Nie jest także pewne do kogo z początku wysłany został Bom, choć prawdopodobnie do Bema, bo tylko wtedy cała akcja zatacza pełne koło. Posłańcy w trakcie swojej misji zmieniają swoje położenie na polu gry, niczym figury szachowe. Dramat kończy się słowami Głosu Bama Niech zrozumie kto może. Gaszę, po czym następuje wyciemnienie pola. Beckett użył podobnej koncepcji polegającej na "zapętleniu" w dramacie pod tytułem Przychodzić i odchodzić, choć tam była ona mniej rozbudowana.